# 요시다 미쓰노리
요시다 미쓰노리(일본어: 吉田 光範, 1962년 3월 8일 ~ )는 일본의 전 축구 선수이다.

## 구단 경력
1980년 일본 사커 리그의 야마하 발동기(주빌로 이와타)에 입단했다. 1982년에 천황배, 1987-88년에 일본 사커 리그 우승을 차지했다. 1995년까지 275경기에 출전하여, 35득점을 넣었다. 1995년후 현역 은퇴.

## 국가대표팀 경력
그는 1988년 기린컵에 참가할 일본 국가대표팀에 발탁되었으며, 6월 2일 중국와의 경기에서 데뷔했다. 1992년 AFC 아시안컵에도 출전, 우승에 기여했다. 그는 1993년까지 국제 A매치 통산 35경기에 출전, 2득점을 넣었다.

## 통계
| 일본 | 일본 | 일본 |
| 연도 | 출전 | 득점 |
| ---- | ---- | ---- |
| 1988 | 1    | 0    |
| 1989 | 10   | 1    |
| 1990 | 0    | 0    |
| 1991 | 0    | 0    |
| 1992 | 8    | 0    |
| 1993 | 16   | 1    |
| 통산 | 35   | 2    |